# 靈異魔咒
《靈異魔咒》（英語：It）是一部1990年美國與加拿大的超自然恐怖迷你劇集，由湯米·李·華勒斯執導，勞倫斯·D·寇恩編劇，改編自史蒂芬·金的同名小說《牠》。一共分成兩集，得過艾美獎最佳配樂獎。和史蒂芬·金的另一部作品《劫夢驚魂》有異曲同工之妙。
後來，由華納兄弟旗下的新線影業買下其版權，並於2017年9月8日上映電影。

## 劇情
故事講述一英國小鎮莫名其妙的出現一位貌似小丑的古怪人士，他的出現不是為人帶來歡樂，而是帶來令人恐懼的厄運或招致死亡，是當地成年人茫然漠視不願提起的存在。5位分別被欺凌的小孩憑著友情與團結的力量擊退了它。27年後，此邪惡小丑再度重現小鎮為害人間，長大後的主角們不得不再次集結起來去面對這個童年夢魘。

## 外部連結
- 互联网电影数据库（IMDb）上《It(1990)》的资料（英文）
- 爛番茄上《It》的資料（英文）